# 佩里察·布基奇
佩里察·布基奇（1966年2月20日—），克罗地亚男子水球运动员。他曾代表南斯拉夫、克罗地亚参加1984年、1988年和1996年夏季奥林匹克运动会水球比赛，获得二枚金牌和一枚银牌。